# Neobrachelia edessae
Neobrachelia edessae är en tvåvingeart som först beskrevs av Townsend 1942.  Neobrachelia edessae ingår i släktet Neobrachelia och familjen parasitflugor.
Artens utbredningsområde är Uruguay. Inga underarter finns listade i Catalogue of Life.